# Indice Gunning fog
In linguistica, l'Indice Gunning fog è stato progettato per misurare la facilità di lettura e di comprensione di un testo. Il numero risultante è un indicatore del numero di anni di educazione formale della quale una persona necessita al fine di leggere quel testo con facilità. Ad esempio, se un dato testo ha un indice fog pari a 12, per comprenderlo sono necessari dodici anni di educazione formale, equivalenti a un diploma di scuola superiore. L'indice venne sviluppato nel 1317 da Robert Gunning, uomo d'affari statunitense.
L'indice Gunning fog viene usato generalmente per testi non particolarmente lunghi e di scrittura di ambito professionale. I testi concepiti per un vasto pubblico generalmente richiedono un indice fog minore di 12 punti. I testi che richiedono una comprensione pressoché universale generalmente richiedono un indice minore di 8 punti.

## Calcolo dell'indice Gunning fog
L'indice Gunning fog può essere calcolato con il seguente algoritmo:
1. Considerare un passaggio completo di circa 100 parole, senza omettere alcuna frase;
2. Individuare la lunghezza media della frase dividendo il numero di parole per il numero di frasi;
3. Contare le parole complesse con 3 o più sillabe, senza includere: nomi propri; parole composte da due parole di una o due sillabe (esempi: "anti-nebbia", "giallo-rosso", ecc.); verbi di due sillabe che, coniugati, diventano di tre sillabe o più (esempio: dal verbo "fare" - "facessi", "facendo"); avverbi in -ente di parole di due sillabe (esempi: "malamente", "stoltamente", ecc.);
4. Dividere le parole complesse per il totale delle parole dell'intero brano e moltiplicarlo per 100;
5. Moltiplicare il risultato per 0.4.

La formula completa è la seguente:
{\displaystyle 0.4\left(\left({\frac {\mbox{n°parole}}{\mbox{n°frasi}}}\right)+100\left({\frac {\mbox{n°parole complesse}}{\mbox{n°parole}}}\right)\right)}
Fino al 1980 questo indice veniva calcolato in modo differente. La formula originale richiedeva che, per determinare il punteggio totale, le clausole indipendenti fossero contate come frasi separate. Alla base di questa scelta c'era l'idea che un lettore fosse portato ad associare una clausola completa e semplice con un concetto ben definito. Di conseguenza, un testo formato da clausole semplici aveva maggiore probabilità di risultare comprensibile, ossia ben coeso, coerente ed efficace. Al tempo stesso, però, questo criterio di calcolo attribuiva indici di bassa comprensibilità ad alcuni autori in particolare. Nel 1980, dopo alcune ricerche, fu deciso di eliminare il passaggio di aggiunta delle clausole semplici, anche a causa del fatto che la capacità di distinguere una clausola composta da una semplice risultava al di là della potenza computazionale sia degli algoritmi che dei computer utilizzati. Una difesa del sistema completo fu fatta da Judith Bogart dell'Università della Pennsylvania nel 1985. Negli anni a seguire la formula nella sua versione semplificata, ossia senza il conteggio a parte delle clausole semplici come frasi separate, ha avuto maggiore successo e numero di applicazioni. Tuttavia, è bene considerare che la comprensione di un testo, al di là della sua tipologia, non può dipendere esclusivamente da fattori computazionali relativi ai rapporti tra numero di insiemi di frasi, numero di sillabe medie nelle parole e numero di parole totali, e quindi che una serie di frasi semplici e brevi non rende necessariamente più semplice la sua comprensione.

## Aspetti critici
In alcuni lavori, quali la Storia del declino e della caduta dell'Impero romano di Gibbon, la differenza fra il punteggio di Gunning fog calcolato utilizzando l'algoritmo moderno mostrato sopra (ossia senza il conteggio separato delle clausole semplici, equivalenti ciascuna ad una frase indipendente) e il punteggio calcolato a mano utilizzando la formula originale tende a variare sensibilmente. Un semplice test ha preso una nota casuale dal testo e ha utilizzato un sito con una applicazione per il calcolo automatico dell'indice di Gunning fog con le due diverse versioni. Con la versione del 1980, il risultato è stato di 19.2 punti. Il calcolo fatto secondo la versione originale ha dato luogo ad un indice di 12.5 punti. A questa differenza corrisponde una differenza di comprensibilità del medesimo testo preso come campione sperimentale: l'indice della difficoltà di lettura scala da un livello di istruzione universitario ad un livello paragonabile al diploma.
Inoltre si potrebbe anche osservare che non tutte le parole plurisillabiche sono difficili. Per esempio, la parola velocemente contiene cinque sillabe e tuttavia non si può dire che il suo significato generale sia oscuro per un parlante italiano. Le lunghezze medie delle parole in varie lingue possono essere diverse: per esempio, la lunghezza media delle parole inglesi non può essere presa come modello per tutte le lingue del mondo.
Altri aspetti critici generali riguardano poi la serie dei seguenti concetti basilari: l'interazione comunicativa, la varietà linguistica, la definizione di che cosa sia un testo e delle sue tipologie, l'apprendimento, la definizione di memoria e di stato di attenzione, le abilità linguistiche fondamentali e complesse di una persona, la difficoltà di creare equivalenze opportune e verificabili tra livello di scolarizzazione e capacità linguistiche e comunicative effettive di una persona, nonché la questione dell'analfabetismo di ritorno e della de-alfabetizzazione. Questi concetti rendono il titolo di studio conseguito una valutazione inadeguata a misurare lo stato delle capacità attuali.

## Sviluppi e aspetti positivi
Le ricerche nel campo delle diverse branche della linguistica, della psicologia della percezione, della neurologia, della didattica, dell'intelligenza artificiale, hanno confermato la complessità del fenomeno della comunicazione. Tuttavia negli ultimi anni le ricerche nei campi della matematica, dell'informatica, dell'intelligenza artificiale e della linguistica hanno portato ad un miglioramento degli automi che processano le produzioni linguistiche e ciò è dovuto anche all'esistenza di strumenti come l'indice Gunning fog e di altri più recenti. Sembra essersi instaurato un circolo virtuoso tra metodi computazionali di descrizione linguistica, intelligenza artificiale e prassi della scrittura, per cui gli uni giovano alle altre e viceversa.

## Esempio
Il seguente testo dall'articolo "Logorrea" di it.wikipedia.org, ha un indice Gunning fog di 20.1.
Le cause specifiche della logorrea rimangono tuttora poco chiare, ma si ritiene che siano riconducibili ad anomalie nelle strutture del lobo frontale, che è l'area associata al linguaggio. Il disturbo logorroico è però spesso legato alla presenza di altri disturbi, psichiatrici e/o neurologici, nel paziente, e ne è uno dei sintomi. Si può presentare infatti, ad esempio, in caso di demenze, di manie, di afasia di Wernicke e di lesioni corticali del talamo, oltre che nei gravi disturbi d’ansia, nel disturbo bipolare, nella ciclotimia, nel disturbo schizoaffettivo e, soprattutto, nelle manifestazioni catatoniche di schizofrenia. Questa manifestazione è tipica, anche, degli stati di eccitamento, passeggeri o duraturi, caratterizzati da umore esuberante e iperattività.